# Sony α550

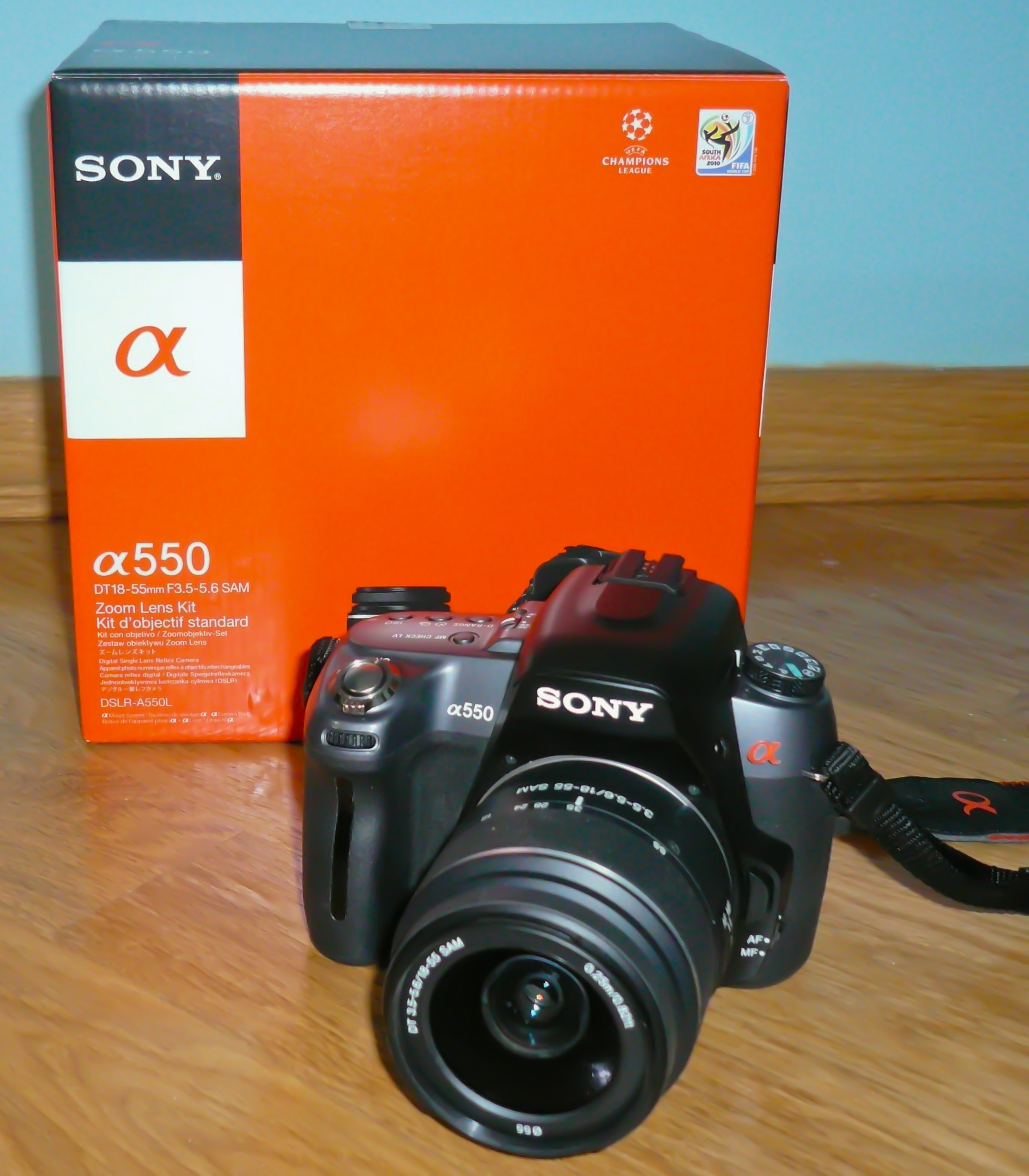
Sony α550

Sony α550 (oznaczenie fabryczne DSLR-A550) – zaawansowana lustrzanka cyfrowa (ang. DSLR, Digital Single Lens Reflex Camera), produkowana przez japońską firmę Sony. Jeden z czterech aparatów z serii α5xx. Jej premiera miała miejsce w 2009 roku. Posiada matrycę o rozdzielczości 14,2 megapikseli.
Jego bliźniaczym modelem jest Sony α500. Różni się od niego rozdzielczością matrycy (14,2 vs 12,3), liczbą pikseli wyświetlacza LCD (920 vs 230 tys.), szybkością serii (7 vs 5 kl/s) oraz pojemnością bufora RAW (14 vs 3). Oba aparaty posiadają tryb automatycznego wykonywania zdjęć w HDR (ang. High Dynamic Range).